# La Guerre des tomates
La Guerre des tomates (Attack of the Killer Tomatoes ou Attack of the Killer Tomatoes: The Animated Series) est une série télévisée d'animation américaine en 21 épisodes de 23 minutes, diffusée entre le 8 septembre 1990 et le 5 novembre 1992 sur Fox Kids.
En France, la série a été diffusée à partir du 1er décembre 1993 sur M6.
La propriété de la série est passée à Disney en 2001 lorsque Disney a acquis Fox Kids Worldwide, qui comprend également Marvel Productions. Mais la série n'est pas disponible sur Disney+,,.
De nombreux changements entre la première et la deuxième saison ont contribué à l'annulation de la série. La série était désormais animée dans un style très différent de celui auquel les téléspectateurs étaient habitués (la deuxième saison est connue pour être la première série de dessins animés du samedi matin à être animée par ordinateur), les intrigues à épisode unique ont été supprimées au profit d'une intrigue continue, pas plus de huit épisodes ont été réalisés pour cette deuxième saison (diffusés dans le désordre lors de la première diffusion) et les changements apportés aux personnages déjà établis contredisaient les faits et les événements dont les téléspectateurs avaient été témoins au cours de la première saison. Le dernier changement a consisté à supprimer le côté comique de Zoltan et de la Bande des Cinq pour en faire des menaces sérieuses.

## Épisodes

### Première saison (1990)
1. Siffler n'est pas jouer (Give a Little Whistle)
2. L'attaque des piments tueurs (Attack of The Killer... Pimentoes?)
3. Le fantôme du lagon noir (Tomato from the Black Lagoon)
4. Concert rue ketchup (Streets of Ketchup)
5. Les Martiens attaquent (Tomato Invasion from Mars)
6. Gare aux kiwis (War of the Weirds)
7. Les zombies (Invasion of the Tomato Snatchers)
8. Robot terminator (Terminator Tomato from Tomorrow)
9. L'attaque des requins tomates (Camp Casserole: So Vine)
10. Spatula, Prince des Ténèbres (Spatula, Prinze of Dorkness)
11. Le gang des tomates pourries (Frankenstem Tomato)
12. La conquête du monde (The Gang That Couldn't Squirt Straight)
13. Rébellion (Beach Blanket Tomato)

### Deuxième saison (1991)
1. Vive la colo (The Ripening Disaster)
2. La traversée du désert (A Rotten Reversal)
3. Arrêtons l'invasion (Stemming the Tide)
4. Allez les vers (The Tomato Worms Turn)
5. Le fantomate de l'opéra (Phantomato of the Opera)
6. Ultratomate (Ultra-tomato III)
7. Une transformation tomatisante (Tomatotransformation)
8. La grande guerre des tomates (The Great Tomato Wars)